# Van Gogh (cratère)
Pour les articles homonymes, voir Van Gogh (homonymie).
van Gogh est un cratère d'impact présent sur la surface de Mercure. 
Le cratère fut ainsi nommé par l'Union astronomique internationale en 1976 en hommage au peintre néerlandais Vincent van Gogh. 
Son diamètre est de 99 km. Il se situe dans le quadrangle de Debussy (quadrangle H-15) de Mercure.